# Aire d'attraction de Tergnier
L'aire d'attraction de Tergnier est une aire d'attraction des Hauts-de-France, centrée sur la ville de Tergnier.
Elle est un zonage d'étude défini par l'Insee pour caractériser l'influence de la commune de Tergnier sur les communes environnantes. Publiée en octobre 2020, elle se substitue à l'aire urbaine de Tergnier, dont le dernier zonage remontait à 2010.

## Définition
L’aire d'attraction d'une ville est composée d'un pôle, défini à partir de critères de population et d’emploi ainsi que d’une couronne constituée des communes dont au moins 15 % des actifs travaillent dans le pôle. Le pôle d’attraction constitue ainsi un point de convergence des déplacements domicile-travail,.

### Carte

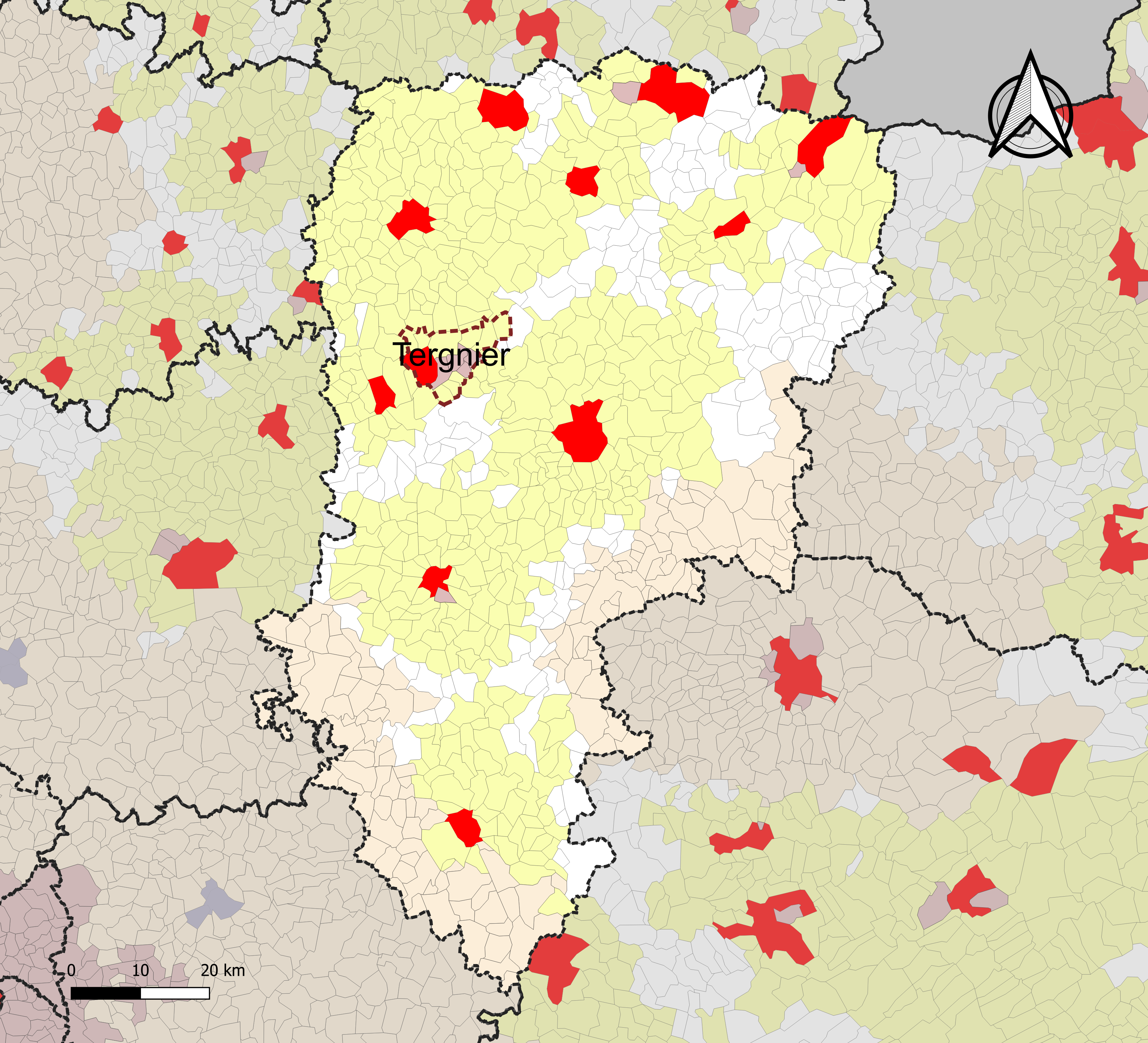
Carte de localisation l'aire d'attraction de Tergnier dans le département de l'Aisne.

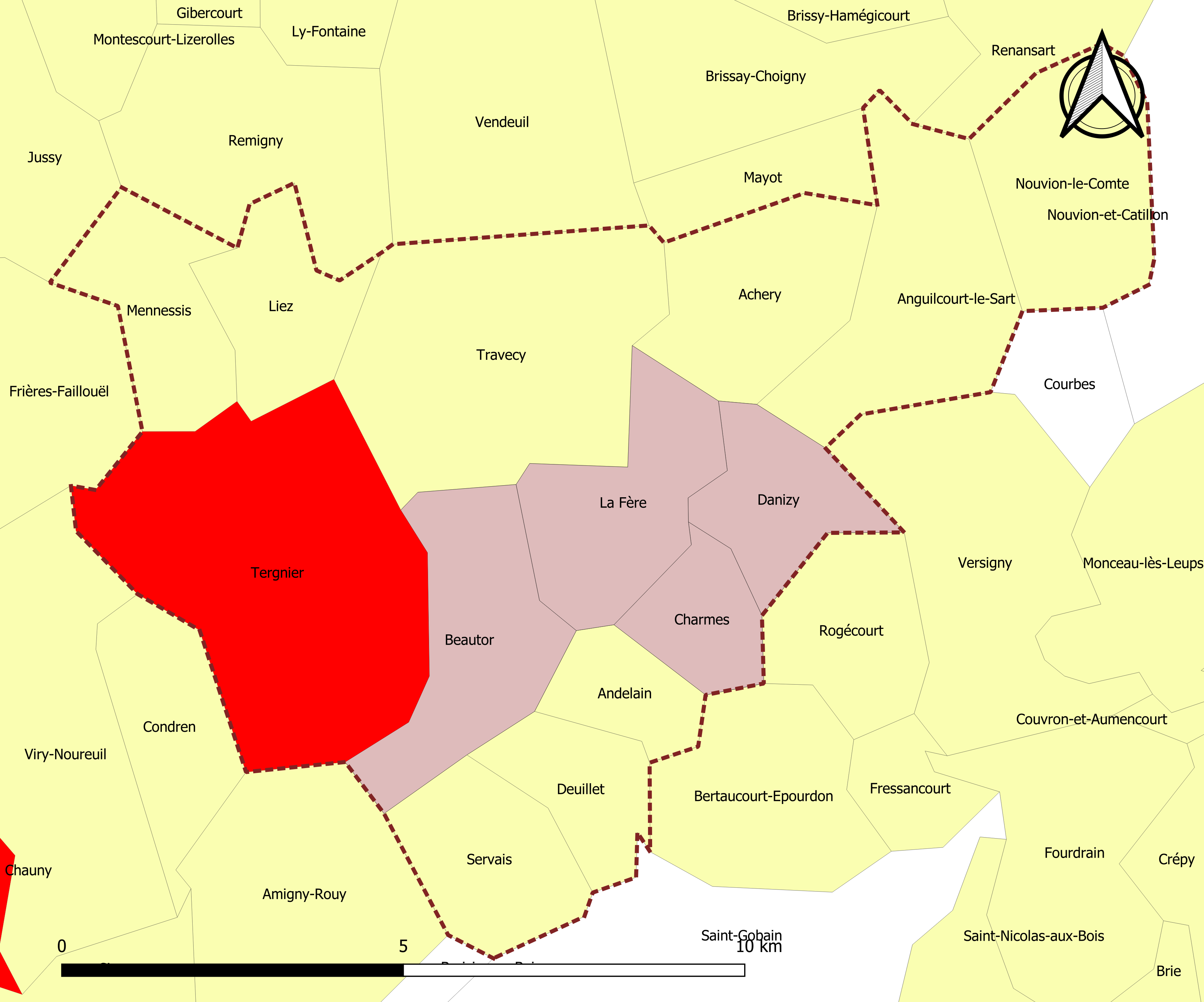
Carte de l'aire d'attraction de Tergnier.
Commune-centre
Commune du pôle principal
Commune de la couronne

## Type et composition
L'aire de Tergnier est une aire départementale qui comporte 14 communes. Tergnier en est la commune-centre.
Elle est catégorisée dans les aires de moins de 50 000 habitants, une catégorie qui regroupe 10,9 % de la population des Hauts-de-France et 12,2 % au niveau national.

### Composition communale
Les 14 communes de l'aire attractive de Tergnier et leur population municipale en 2022 : 
| Nom                       | Code Insee | Département | Statut                    | Superficie (km2) | Population (dernière pop. légale) | Densité (hab./km2) | Modifier                                    |
| ------------------------- | ---------- | ----------- | ------------------------- | ---------------- | --------------------------------- | ------------------ | ------------------------------------------- |
| Tergnier (commune-centre) | 02738      | Aisne       | commune-centre            | 17,95            | 13 261 (2022)                     | 739                | modifier les données · modifier les données |
| Achery                    | 02002      | Aisne       | commune de la couronne    | 6,90             | 586 (2022)                        | 85                 | modifier les données · modifier les données |
| Andelain                  | 02016      | Aisne       | commune de la couronne    | 2,91             | 211 (2022)                        | 73                 | modifier les données · modifier les données |
| Anguilcourt-le-Sart       | 02017      | Aisne       | commune de la couronne    | 9,14             | 281 (2022)                        | 31                 | modifier les données · modifier les données |
| Beautor                   | 02059      | Aisne       | commune du pôle principal | 7,44             | 2 625 (2022)                      | 353                | modifier les données · modifier les données |
| Charmes                   | 02165      | Aisne       | commune du pôle principal | 3,66             | 1 596 (2022)                      | 436                | modifier les données · modifier les données |
| Danizy                    | 02260      | Aisne       | commune du pôle principal | 4,49             | 624 (2022)                        | 139                | modifier les données · modifier les données |
| Deuillet                  | 02262      | Aisne       | commune de la couronne    | 3,76             | 202 (2022)                        | 54                 | modifier les données · modifier les données |
| La Fère                   | 02304      | Aisne       | commune du pôle principal | 6,73             | 2 860 (2022)                      | 425                | modifier les données · modifier les données |
| Liez                      | 02431      | Aisne       | commune de la couronne    | 5,45             | 383 (2022)                        | 70                 | modifier les données · modifier les données |
| Mennessis                 | 02474      | Aisne       | commune de la couronne    | 5,23             | 407 (2022)                        | 78                 | modifier les données · modifier les données |
| Nouvion-le-Comte          | 02560      | Aisne       | commune de la couronne    | 7,98             | 241 (2022)                        | 30                 | modifier les données · modifier les données |
| Servais                   | 02716      | Aisne       | commune de la couronne    | 5,51             | 290 (2022)                        | 53                 | modifier les données · modifier les données |
| Travecy                   | 02746      | Aisne       | commune de la couronne    | 14,52            | 683 (2022)                        | 47                 | modifier les données · modifier les données |